# 源左衛門新田
源左衛門新田（げんざえもんしんでん）は、埼玉県川口市の大字。郵便番号は333-0822。

## 地理
川口市北部の台地上に位置する。かつては畑が広がり、植木や苗木の生産が行なわれていたが、西部に西原団地が造成されるなど、急速に宅地化が進んでいる。

## 歴史
もとは江戸期より存在した足立郡に属する新田村名の源左衛門新田であった。古くは大塚村と称されていたが、1625年（寛永2年）に源左衛門という人物が荒廃していた当地を開発した。村名はその開発者の名前に因む。
- はじめは幕府領で、後の寛永年間頃に知行は関東郡代伊奈氏となる[5]。
- 1792年（寛政4年）より伊奈氏が失脚となり、再び幕府領となる[5]。
- 1871年（明治4年）11月13日 - 第1次府県統合により埼玉県の管轄となる。
- 1879年（明治12年）3月17日 - 郡区町村編制法により成立した北足立郡に属す。郡役所は浦和宿に設置。
- 1889年（明治22年）4月1日 - 町村制施行に伴い、安行領根岸村・安行領在家村・道合村・神戸村・木曾呂村・東内野村・石神村・西新井宿村・新井宿村・赤山村・源左衛門新田・赤芝新田が合併し、神根村大字源左衛門新田となる。
- 1940年（昭和15年）4月1日 - 神根村、北足立郡鳩ヶ谷町（1950年に再分離）、芝村、新郷村とともに川口市に編入。川口市の大字となる。

## 世帯数と人口
2024年（令和6年）3月1日現在の世帯数と人口は以下の通りである。
| 大字         | 世帯数    | 人口    |
| ------------ | --------- | ------- |
| 源左衛門新田 | 1,159世帯 | 2,623人 |

## 小・中学校の学区
市立小・中学校に通う場合、学区（校区）は以下の通りとなる。
| 番地                                                              | 小学校               | 中学校             |
| ----------------------------------------------------------------- | -------------------- | ------------------ |
| 1〜28番地、33〜37番地（除く35番地の7）、61〜166番地、168〜354番地 | 川口市立木曽呂小学校 | 川口市立神根中学校 |
| 29〜32番地、35番地の7、38〜60番地、167番地                        | 川口市立差間小学校   | 川口市立神根中学校 |

## 交通

### 鉄道
町域に鉄道は敷設されていない。最寄り駅は埼玉高速鉄道線戸塚安行駅、もしくはJR武蔵野線、埼玉高速鉄道線東川口駅となる。

### 道路
- 国道122号[4]
- 埼玉県道・東京都道103号吉場安行東京線
- 南浦和越谷線

## 施設
- 古峯神社
- 神根西原公園
- 東野第1緑地
- 東野第2緑地